# Cadet (film)
Pour les articles homonymes, voir Cadet.
Pour plus de détails, voir Fiche technique et Distribution.
Cadet ou Kadet, est un film d'horreur kazakh, réalisé par Adilkhan Erjanov, sorti en 2024

## Synopsis
Alina, une mère célibataire, essaie d'inscrire son fils, Serik, dans une académie militaire d'élite, mais il est victime de harcèlement de la part de ses camarades en raison de son apparence féminine, et le principal le juge inapte pour l'école.

## Distribution
- Serik Sharipov : Serik
- Anna Starchenko : Alina
- Ratmir Yusupzhanov : l’inspecteur
- Alexey Shemes : le principal

## Production
Le film est produit par la société de production Tiger Films.